# McDuffie County
Das McDuffie County ist ein County im Bundesstaat Georgia der Vereinigten Staaten. Der Verwaltungssitz (County Seat) ist Thomson, benannt nach J. Edgar Thomson, einem Eisenbahnfunktionär in Georgia.

## Geographie
Das County liegt im Nordosten von Georgia, etwa 40 km vor South Carolina und hat eine Fläche von 690 Quadratkilometern, wovon 17 Quadratkilometer Wasseroberfläche sind und grenzt im Uhrzeigersinn an folgende Countys: Lincoln County, Columbia County, Richmond County, Jefferson County, Warren County und Wilkes County.
Das County ist Teil der Metropolregion Augusta.

## Geschichte
McDuffie County wurde am 18. Oktober 1870 als 132. County in Georgia aus Teilen des Columbia County und des Warren County gebildet. Benannt wurde es nach George McDuffie, einem in Georgia geborenen Gouverneur und Senator von South Carolina.

## Demografische Daten
Laut der Volkszählung von 2010 verteilten sich die damaligen 21.875 Einwohner auf 8.289 bewohnte Haushalte, was einen Schnitt von 2,60 Personen pro Haushalt ergibt. Insgesamt bestehen 9.319 Haushalte.
72,0 % der Haushalte waren Familienhaushalte (bestehend aus verheirateten Paaren mit oder ohne Nachkommen bzw. einem Elternteil mit Nachkomme) mit einer durchschnittlichen Größe von 3,07 Personen. In 36,7 % aller Haushalte lebten Kinder unter 18 Jahren sowie in 26,5 % aller Haushalte Personen mit mindestens 65 Jahren.
28,6 % der Bevölkerung waren jünger als 20 Jahre, 23,3 % waren 20 bis 39 Jahre alt, 28,0 % waren 40 bis 59 Jahre alt und 20,1 % waren mindestens 60 Jahre alt. Das mittlere Alter betrug 38 Jahre. 46,9 % der Bevölkerung waren männlich und 53,1 % weiblich.
57,2 % der Bevölkerung bezeichneten sich als Weiße, 39,8 % als Afroamerikaner, 0,3 % als Indianer und 0,3 % als Asian Americans. 1,0 % gaben die Angehörigkeit zu einer anderen Ethnie und 1,4 % zu mehreren Ethnien an. 2,2 % der Bevölkerung bestand aus Hispanics oder Latinos.
Das durchschnittliche Jahreseinkommen pro Haushalt lag bei 37.021 USD, dabei lebten 26,1 % der Bevölkerung unter der Armutsgrenze.

## Kultur und Sehenswürdigkeiten

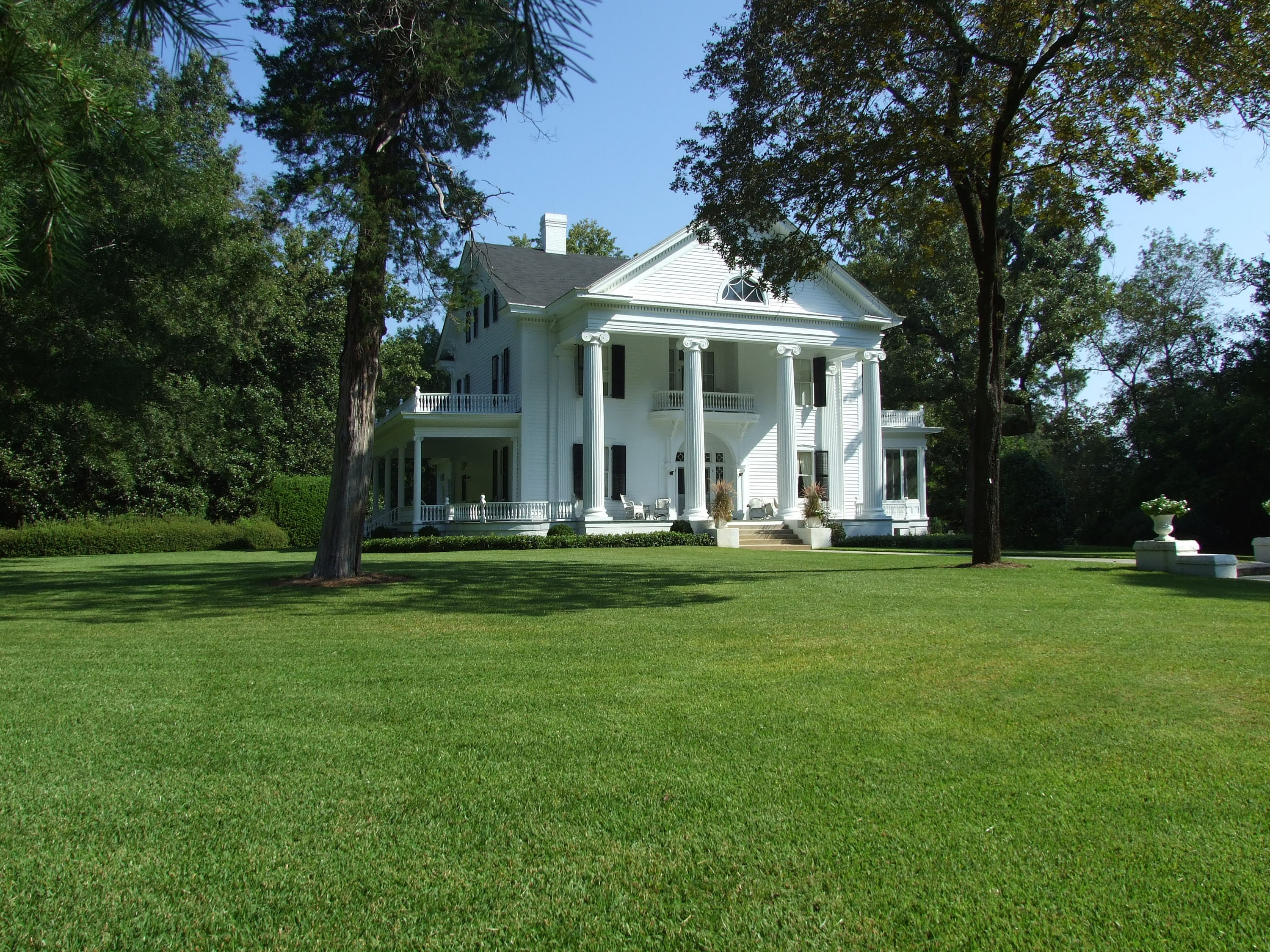
Thomas E. Watson House (2011). Die Residenz wurde im Kern 1864 von John Wilson erbaut. Im Jahr 1900 erwarb der Politiker und Populist-Party-Gründer Thomas E. Watson das Anwesen und lebte hier bis zu seinem Tod 1922. Im Mai 1976 wurde das Thomas E. Watson House als viertes Objekt im County in das NRHP eingetragen. Am gleichen Tag erhielt es den Status eines National Historic Landmarks zuerkannt.

16 Bauwerke, Stätten und Historic Districts („historische Bezirke“) im McDuffie County sind im National Register of Historic Places („Nationales Verzeichnis historischer Orte“; NRHP) eingetragen (Stand 19. Februar 2024), wobei das Thomas E. Watson House den Status eines National Historic Landmarks („Nationales historisches Wahrzeichen“) hat.

## Orte im McDuffie County
Orte im McDuffie County mit Einwohnerzahlen der Volkszählung von 2010:
City:
- Thomson (County Seat) – 6778 Einwohner

Town:
- Dearing – 549 Einwohner